# Хрісаор
Хрісаор (грец. Χρυσαωρ) — за Гесіодом, одне зі страховиськ, що народилося з крові Медузи, яку вбив Персей. Від Хрісаора океаніда Калліроя народила Геріона та Єхидну;
Хрісаор — епітет Аполлона, Артеміди, Деметри, Зевса Карійського.